# Орёл (Пермский край)
Орёл или Орёл-Городок (Кергедан) — посёлок (в 1944—2009 годах — посёлок городского типа) в Пермском крае России. Входит в Березниковский городской округ в рамках организации местного самоуправления и в Усольский район в рамках административно-территориального устройства края.

## География
Расположен на правом берегу Камы, на 10 км южнее Усолья.

## История
Основан как русская крепость «Орёл-городок» на левом берегу р. Камы, согласно жалованной грамоте (1564), солепромышленником Григорием Аникеевичем Строгановым, который здесь и умер († 1577). Среди коми-пермяков крепость известна была как «Кергедан», то есть «город в устье реки». Орёл-Городок был укреплён деревянным острогом, имел на вооружении пушки и пищали. Здесь же находились дворы вотчинников, храмы и посад. Кроме русских, в городе жило местное население — коми-пермяки.
Орёл-городок служил опорным пунктом для освоения Западной Сибири. Отсюда 1 сентября 1581 или 1582 года дружина казаков под началом Ермака выступила в поход за Каменный Пояс (Урал). Разбив войско хана Алея (сына Кучума) в Соли-Камской, они затем спустились по Каме до устья реки Чусовой и отправились дальше на восток.
В XVII веке в Орле было налажено производство цветных поливных изразцов, которые, в частности, использовались при украшении храмов Соликамска.
В 1707 году, в связи с изменением русла реки, посёлок был перенесён на правый берег Камы. В настоящее время частично затопленная территория исторического Орла-городка находится на островке в Камском водохранилище.
С 1944 до 2009 года Орёл имел статус посёлка городского типа (рабочего посёлка).
С 2004 до 2018 года был административным центром Орлинского сельского поселения Усольского муниципального района, с 2018 года — центр Орлинского территориального отдела Березниковского городского округа.

## Население
| 1926  | 1959  | 1970  | 1979  | 1989  | 2002  | 2006  |
| ----- | ----- | ----- | ----- | ----- | ----- | ----- |
| 1349  | ↗3191 | ↘2908 | ↘2177 | ↗2341 | ↘1917 | ↘1900 |
| 2007  | 2009  | 2010  | 2021  |       |       |       |
| ↘1700 | ↘1699 | ↗1847 | ↘1556 |       |       |       |

| Национальности | 1926  | 1926  |
| Национальности | число | %     |
| -------------- | ----- | ----- |
| Всего          | 1349  | 100   |
| русские        | 1341  | 99,40 |
| татары         | 8     | 0,60  |
| прочие         | -     | -     |

Население на 2010 год — 1847 жителей.

## Достопримечательности
В посёлке находится церковь Похвалы Пресвятой Богородицы, законченная в 1735 году, выстроенная на средства Строгановых. Церковь возведена в нехарактерной для Северного Урала стилистике зрелого барокко, а пристроенная в 1810—1820-х годах колокольня — в духе классицизма. Внутри храма сохранён деревянный золочёный иконостас, являющийся как минимум ровесником церкви. Здесь же находятся некоторые иконы, выполненные крепостным художником Строгановых И. С. Дощениковым.
Археологическими раскопками В. А. Оборина (1952) в Орёл-городке открыты двор ремесленника-резчика по кости, ров, остатки деревянных укреплений и церквей, много изразцов, свидетельствующих о сильном влиянии московских ремёсел.